# 1879 год в истории железнодорожного транспорта
1879 год в истории железнодорожного транспорта

## События

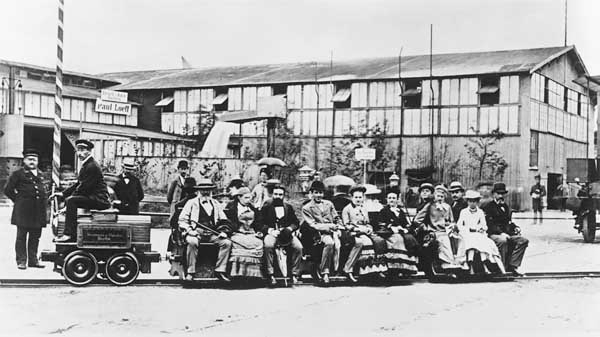
Электрическая железная дорога компании Siemens & Halske на Берлинской выставке 1879 года.

- 31 мая на Берлинской торговой выставке демонстрируется электрифицированная железная дорога, разработанная Вернером Сименсом и построенная его компанией Siemens & Halske.
- В Индии начато строительство Дарджилинг-Гималайской железной дороги.
- В России с 31 января введена единая железнодорожная форма.[1]
- По инициативе профессора Н. В. Щукина, в Москве состоялся первый совещательный съезд инженеров службы тяги и путей сообщения, который в дальнейшем созывался почти ежегодно вплоть до 1917 года.[1]
- Электромеханик О.И. Графтио (отец Г.О. Графтио) совместно с инженером В.Д. Зальманом изобрёл и построил первый в России локомотивный скоростемер.

## Новый подвижной состав
- На станции Минеральные Воды Владикавказской железной дороги испытан роторный снегоочиститель, построенный машинистом Беренсом.[1]

## Персоны

### Родились
- 1 января Никола́й Виссарио́нович Некра́сов — российский политический деятель, инженер. В 1917 году — министр путей сообщения Временного правительства.
- 12 мая Тынышпаев, Мухамеджан Тынышпаевич — казахский общественный деятель, железнодорожник, активный участник проектирования и строительства Туркестано-Сибирской магистрали.